# Зигебодо фон Шарцфелд
Зигебодо фон Шарцфелд (на немски: Sigebodo Graf von Scharzfeld; † сл. 3 август 1157) е граф на Шарцфелд, днес част от Херцберг (1132 – 1157), господар на господство Шарцфелд в Харц. Той е от род Регинбодони и основател на линията на графовете фон Шарцфелд-Лаутерберг (Лутерберг).

## Произход и наследство
Той вероятно е син на Волфрам фон Швайнбург († 1127). Брат е на граф Попо I фон Бланкенбург († 1161/1164). Роднина е на Зигфрид I от Майнц († 1084), архиепископ на Майнц (1060 – 1084), на Райнхард фон Бланкенбург († 1123), епископ на Халберщат (1107 – 1123), и на Дитрих I фон Наумбург († 1123), епископ на Наумбург (1111 – 1123).
Резденцията му, на която е наречен, е замък Шарцфелд, основан през 10 или 11 век в основаното през 1131 г. Графство Шарцфелд. Замъкът става през 1158 г. имперски замък. Родът изчезва през 1300 г. и замъкът отива на Княжество Грубенхаген и на графовете фон Хонщайн и след тяхното измиране през 1593 г. отива обратно на фамилията Грубенхаген. През 1596 г. крепостта е наследена от херцог Хайнрих Юлий фон Брауншвайг-Волфенбютел и по-късно от линията Хановер на фамилията Велфи. През Седемгодишната война 1761 г. замъкът е обсаден, завладян и разрушен.

## Деца
Зигебодо фон Шарцфелд има три деца:
- Зигебодо фон Шарцфелд-Лаутерберг († сл. 4 ноември 1192), граф на Шарцфелд-Лаутерберг; има четирима сина
- Бертхолд фон Шарцфелд-Лаутерберг († сл. 11 март 1190), граф на Шарцфелд, катедрален фогт и вице-фогт на Хилдесхайм, фогт на манастир Хилвартсхаузен, женен за Фритерун фон Хилдесхайм/Депенау († сл. 1187/1190), дъщеря на Бернхард II, вицедом на Хилдесхайм; има една дъщеря:
  - Фредерунис фон Шарцфелд-Лутерберг, омъжена за Вернер II фон Бракел († сл. 1203); родители на Хайнрих фон Бракел († сл. 1248), електор на Падерборн, и Йохан I фон Бракел († 1260), епископ на Хилдесхайм (1257 – 1260)
- дъщеря († сл. 3 август 1157), омъжена за граф Хайнрих фон Бух († сл. 1190), син на фон Бух и съпругата му фон Байхлинген; родители на:
  - Кристиан I фон Бух († 1183), архиепископ на Майнц (1160 – 1161 и 1165 – 1183), ерцканцлер на Свещената Римска империя (1165 – 1183).